# Zhonghe (sockenhuvudort i Kina, Ningxia Huizu Zizhiqu, lat 36,03, long 106,17)
Zhonghe är en sockenhuvudort i Kina. Den ligger i den autonoma regionen Ningxia, i den nordvästra delen av landet, omkring 270 kilometer söder om regionhuvudstaden Yinchuan. Antalet invånare är 24 691. Befolkningen består av 12 090 kvinnor och 12 601 män. Barn under 15 år utgör 31 %, vuxna 15-64 år 63 %, och äldre över 65 år 5,0 %.
Runt Zhonghe är det ganska tätbefolkat, med 129 invånare per kvadratkilometer. Närmaste större samhälle är Guyuan, 10,0 km öster om Zhonghe. Trakten runt Zhonghe består i huvudsak av gräsmarker.
Genomsnittlig årsnederbörd är 684 millimeter. Den regnigaste månaden är september, med i genomsnitt 148 mm nederbörd, och den torraste är december, med 1 mm nederbörd.